# Max Ramírez
Maximiliano R. Ramírez (né le 11 octobre 1984 à Barquisimeto, Lara, Venezuela) est un ancien joueur de baseball évoluant à la position de receveur. Il a fait ses débuts dans les Ligues majeures au cours de la saison 2008 avec les Rangers du Texas.

## Carrière
Max Ramírez signe son premier contrat professionnel avec les Braves d'Atlanta en 2002. Alors qu'il évolue en ligues mineures, Ramírez est échangé aux Indians de Cleveland en retour de Bob Wickman, un lanceur. Le jeune receveur fait un séjour d'un an dans l'organisation des Indians. Ceux-ci l'échangent aux Rangers du Texas le 27 juillet 2007 en retour du vétéran voltigeur Kenny Lofton.
C'est avec les Rangers que Ramírez fait ses débuts dans les majeures, jouant son premier match le 22 juin 2008. À sa deuxième partie jouée, le 25 juin à Houston, il récolte son premier coup sûr en carrière sur un tir du lanceur étoile Roy Oswalt, des Astros. À sa présence au bâton suivante, il claque son premier coup de circuit, également aux dépens d'Oswalt. En 17 parties jouées en 2008 avec les Rangers, Ramírez frappe dans une moyenne au bâton de ,217 avec deux circuits, neuf points produits et huit points marqués.
La saison 2008 de la MLB terminée, il joue durant l'hiver en Ligue vénézuélienne de baseball professionnel. Portant les couleurs des Tiburones de La Guaira, il s'impose avec une moyenne au bâton de ,298, 15 circuits et 53 points produits en 50 matchs. Il est voté recrue de l'année dans cette ligue, devançant au scrutin Pablo Sandoval.
Néanmoins, Ramírez passe la saison 2009 dans les ligues mineures avec les clubs-école des Rangers du Texas. Durant l'hiver suivant, les Rangers le proposent aux Red Sox de Boston en retour du vétéran Mike Lowell, mais l'échange avorte après que l'équipe texane a appris que Lowell souffre d'une blessure à la main. Ramírez réapparaît avec les Rangers au cours de la saison 2010 et joue 28 parties, ajoutant quinze coups sûrs dont deux coups de circuit, huit points produits et huit points marqués. En janvier 2011, Ramirez est placé au ballottage par les Rangers et est réclamé par les Red Sox. Le 10 janvier 2011, c'est au tour des Cubs de Chicago de retenir les services de Ramírez via la procédure de ballottage après que les Red Sox, désirant faire place dans leur effectif à Hideki Okajima, eurent décidé de sacrifier leur récente acquisition. Assigné aux Cubs de l'Iowa dans la Ligue de la côte du Pacifique, il ne joue finalement pas pour Chicago, qui le libère de son contrat le 6 mai. Le 9 mai, il accepte un contrat des ligues mineures offert par les Astros de Houston et après s'être aligné avec leur club affilié au niveau AAA, il est de nouveau libéré de son contrat. Il termine 2011 en ligues mineures avec un club-école des Giants de San Francisco
En décembre 2011, il signe un contrat des ligues mineures avec les Royals de Kansas City.